# Itajubá (gemeente)
Itajubá is een gemeente in de Braziliaanse deelstaat Minas Gerais. De gemeente telt 97.000 inwoners (schatting 2017).

## Aangrenzende gemeenten
De gemeente grenst aan Delfim Moreira, Maria da Fé, Piranguçu, Piranguinho, São José do Alegre en Wenceslau Braz.

## Verkeer en vervoer
De plaats ligt aan de wegen BR-383 en BR-459.